# دیرداوه
دیرداوه دومین شهر بزرگ کشور اتیوپی پس از آدیس آبابا به‌شمار می‌رود که مرکز شهر در سال ۲۰۰۸ نزدیک به ۳۰۰٬۰۰۰ نفر جمعیت داشته‌است.
این شهر نیز همانند پایتخت به تنهایی یک منطقهٔ مستقل محسوب می‌شود.
دیو داوا در قسمت شرقی کشور و در مسیر رودخانه دشاتو، در پای حلقه‌ای از صخره‌ها قرار گرفته که مانند «خوشه‌ای از برک چای در پایین یک آبگیر شیب‌دار» توصیف شده‌است. حومهٔ غربی این شهر در مسیر رودخانهٔ گورو که یکی از شاخه‌های رودخانهٔ دشاتو است، قرار دارد. با مختصات جغرافیایی: ۹ ° 36'N ۴۱ ° 52'E، دیرداوه دومین شهر بزرگ در اتیوپی است.
این شهر یک مرکز صنعتی است که چندین بازارگاه و فرودگاه بین‌المللی. فرودگاه بین‌المللی ابا تنا دجازماچ ییلما را در خودجا داده‌است.